# Жидиловский сельсовет
Жидиловский сельсовет — сельское поселение в Мичуринском районе Тамбовской области.
Административный центр — село Жидиловка.

## Население
| 2010  | 2012  | 2013  | 2014  | 2015  | 2016  | 2017  |
| ----- | ----- | ----- | ----- | ----- | ----- | ----- |
| 2486  | ↗2549 | ↘2521 | ↘2516 | ↘2404 | ↘2361 | ↘2311 |
| 2018  | 2019  | 2020  | 2021  |       |       |       |
| ↘2272 | ↘2255 | ↘2232 | ↘2211 |       |       |       |

## Состав сельского поселения
| № | Населённый пункт        | Тип населённого пункта       | Население |
| - | ----------------------- | ---------------------------- | --------- |
| 1 | Гавриловка              | село                         | ↘55       |
| 2 | Жидиловка               | село, административный центр | ↗493      |
| 3 | Зелёный Гай             | посёлок                      | ↗1084     |
| 4 | Иловайское лесничество  | посёлок                      | ↘66       |
| 5 | Мичуринский лесоучасток | посёлок                      | ↘156      |
| 6 | Ранино                  | село                         | ↘600      |
| 7 | Ранинское лесничество   | посёлок                      | 32        |

### Упразднённые населённые пункты
Посёлок отделения совхоза «Зелёный Гай» — упразднённый в 2009 году посёлок.